# 薩卡頓弗拉茨村 (亞利桑那州)
薩卡頓弗拉茨村（英語：Sacaton Flats Village）是位於美國亞利桑那州皮納爾縣的一個人口普查指定地區。根據2010年美國人口普查，該地人口為621人，而該地的面積約為16.15平方千米。

## 地理
薩卡頓弗拉茨村的座標為33°16′34″N 112°10′01″W / 33.27611°N 112.16694°W，而該地最高點為海拔高度569米（即1867英尺）。